# 伍光建

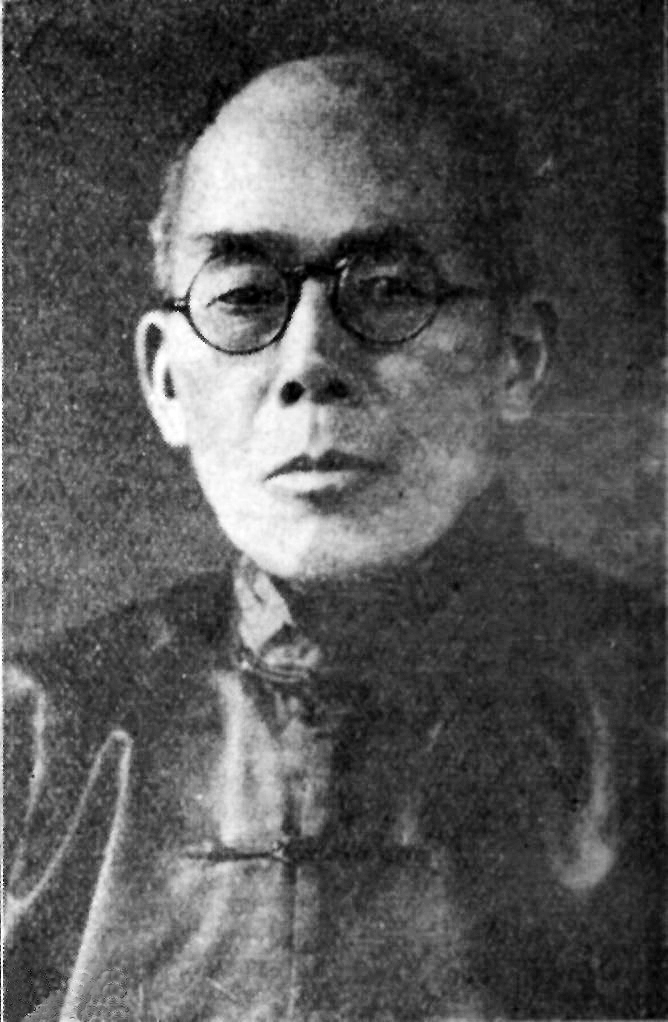

伍光建（1867年—1943年6月10日），原名光鉴，号昭扆，笔名君朔，广东新会人（今广东江门），清朝及中华民国翻译家、官员。文学翻译家伍蠡甫之父。

## 生平
光绪七年（1881年），伍光建入北洋水师学堂第一届驾驶科。光绪十年（1884年）毕业。光绪十二年（1886年）成为清廷第三届派遣出洋深造学生，赴英国格林威治皇家海军学院深造，一年后转入伦敦大学学习数学、物理、化学。在英国留学期间，伍光建在课余时间研读英国文学及历史。
光绪十八年（1892年）伍光建学成归国，任北洋水师学堂教习，并开始研究中国文学、历史、哲学等。光绪二十四年（1898年），伍光建应邀为汪康年在上海创办的《时务日报》（同年改名为《中外日报》）撰稿，介绍西方的科学文化，并以“君朔”为笔名发表了许多白话翻译作品。他在作品中介绍社会进化论，其中较多取材于英国弗劳德的《大问题小议论》。后来，他的译作改由商务印书馆出版。伍光建的早期译作是中国近代白话翻译的开始。其中法国大仲马的《侠隐记》（即《三个火枪手》）、《续侠隐记》（《二十年后》）的译文十分传神，受到读者热烈欢迎。1920年代中，商务印书馆出版了茅盾评注本《侠隐记》，收入《万有文库》且作为高中语文自修读物。
光绪三十一年（1905年），伍光建任出洋考察政治大臣头等参赞，随载泽等五大臣到欧美考察宪政 。光绪三十二年（1906年）归国后，历任学部二等谘议官、海军处顾问、海军处一等参赞官、军枢司司长等职务 ，并编写了九种物理、化学教科书，此外还著有《帝国英文读本》，《英文范纲要》、《英文范详解》、《英文习语辞典》、《西史纪要》等教科书。宣统二年（1910年） ，伍光建以道员任海军部顾问官。宣统三年（1911年），伍光建、张元济等发起成立中国教育会，伍光建任副会长。
中华民国成立后，伍光建历任财政部顾问、盐务署参事、复旦大学教授。民国18年（1929年）3月，任中国驻美国公使伍朝枢的秘书。民国20年（1931年）6月，随伍朝枢离任归国。随即退休并迁居上海，专门从事翻译工作。
他的翻译水平受到胡适、曾孟朴、徐志摩等人的赏识。徐志摩约他为新月书店译英国剧作家谢立丹的《造谣学校》、《诡姻缘》，胡适约他为中美文化基金委员会译吉鹏的《罗马衰亡史》。1930年代，伍光建为商务印书馆译有美国、德国、英国、法国、意大利、俄国、瑞典、丹麦、挪威、西班牙等国的四十多种小说的节选本。晚年他还注意翻译西方学术著作。
民国32年（1943年）6月10日，伍光建在上海逝世。

## 著作
伍光建的译著极多，毕生翻译了文学、历史、哲学等方面书籍约130种。部分译著如下：
- 帝国英文读本（该书是学部审定教科书）
- 英文范纲要（该书是学部审定教科书）
- 英文范详解
- 英文习语辞典
- 西史纪要
- 大仲马《侠隐记》（《三个火枪手》）
- 大仲马《续侠隐记》（《二十年后》）
- 谢立丹《造谣学校》
- 哥尔德斯密斯《诡姻缘》（戈德史密斯《屈身求爱（英语：She Stoops to Conquer）》）
- 吉鹏《罗马衰亡史》（吉本《罗马帝国衰亡史》）
- 狄更斯《劳苦世界》（《艰难时世》）
- 狄更斯《二京记》（《双城记》）
- 斯威夫特《伽利华游记》（《格列佛游记》）
- 夏落蒂《孤女飘零记》（夏洛蒂·勃朗特《简·爱》）
- 雨果《海上的劳工》（《海上劳工》）
- 陀思妥耶夫斯基《罪恶与惩罚》（《罪与罚》）
- 塞万提斯《疯侠》（《堂吉诃德》）
- 福雷《拿破仑论》（富尔（法语：Élie Faure））
- 路德威格《俾斯麦》（路德维希）
- 木尔兹《十九世纪欧洲思想史》（梅尔茨（英语：John Theodore Merz））
- 基佐《法国革命史》
- 麦考莱《英国史（英语：The History of England from the Accession of James the Second）》
- 菲尔丁《约瑟·安德鲁传》（《约瑟夫·安德鲁斯（英语：Joseph Andrews）》）
- 斯特拉琪《饭后哲学》（斯特雷奇（英语：John Strachey (politician)））
- 歌德《狐之神通（德语：Reineke Fuchs (Goethe)）》
- 布纶忒《狭路冤家》（艾米莉·勃朗特《咆哮山莊》）

1979年初，伍氏后人在上海寓所发现了伍光建近300万字的未发表译稿，其中大多为历史及传记作品，包括《英国第二次革命史》等。1981年《伍光建翻译遗稿》出版，收入其生前未发表的译稿19篇。